# Joachim Fischer Nielsen
Joachim Fischer Nielsen (Copenaghen, 23 novembre 1978) è un giocatore di badminton danese.

## Palmarès
- Olimpiadi

Londra 2012: bronzo nel doppio misto.
- Mondiali

Hyderabad 2009: bronzo nel doppio misto.
Copenaghen 2014: bronzo nel doppio misto.
- Europei

Kazan 2014: oro nel doppio misto.
La Roche-sur-Yon 2016: oro nel doppio misto.